# Fay Henderson
Fay Henderson (Dumfries, 28 de diciembre de 2001) es un deportista británica que compite por Escocia en curling. Ganó una medalla de bronce en el Campeonato Europeo de Curling Femenino de 2024.

## Palmarés internacional
| Representando a Escocia |                   |                   |        |
| Campeonato Europeo      |                   |                   |        |
| Año                     | Lugar             | Medalla           | Prueba |
| 2024                    | Lohja (Finlandia) | Medalla de bronce | Equipo |